# Junkers A 32
Lo Junkers A 32 era un monomotore multiruolo ad ala bassa realizzato dall'azienda tedesca Junkers Flugzeugwerk AG negli anni trenta e rimasto allo stadio di prototipo.
Proposto al mercato dell'aviazione civile, venne sviluppato parallelamente con la sua variante militare, la K 39, ma non riuscendo a stipulare alcun contratto il suo sviluppo venne sospeso.